# Assedio di Barcellona (1713-1714)
L'assedio di Barcellona fu una delle ultime operazioni militari che ebbe luogo tra il 9 luglio 1713 e il 12 settembre 1714, nel corso della guerra di successione spagnola, e che vide protagonisti i difensori della città di Barcellona, composti dalla Coronela, l'esercito regolare catalano e i soldati di altri territori che appoggiavano Carlo VI d'Asburgo, conosciuto in Spagna come Carlo III.
L'11 settembre di ogni anno viene celebrata la Diada Nacional de Catalunya in memoria della resistenza del popolo catalano in difesa del paese e della caduta di Barcellona nelle mani borboniche, dopo 14 mesi di assedio.

## Antefatti
In Europa, la prima metà del tumultuoso e bellicoso XVIII secolo fu caratterizzata da alleanze e patti necessari a equilibrare i poteri dei vari stati. Interminabili lotte dinastiche e guerre imposero egemonie, imperi e nuove rotte commerciali. Il Regno di Francia, che dal Trattato dei Pirenei aveva eclissato il potere internazionale dei regni ispanici, ed il Regno d'Inghilterra lottavano per il dominio del mondo occidentale.
Il XVIII secolo cominciò con la morte senza eredi di Carlo II d'Asburgo. Due mesi prima di morire, su pressione di Luigi XIV di Francia e di alcuni cortigiani, redasse il suo testamento in cui divideva i domini degli Asburgo e nominava Filippo, nipote di Luigi XIV, come erede dei regni ispanici. Questa decisione provocò immediatamente una guerra tra le potenze europee ed una larga guerra civile tra i regni ispanici.

## L'assedio
Di numero fortemente inferiore, e completamente circondati dall'esercito borbonico, i catalani scelsero la resistenza fino alla morte.
Filippo V di Spagna approfittò della resistenza di Barcellona e degli altri territori della Corona d'Aragona per distruggere le mura delle città che si erano opposte all'avanzata borbonica e per stabilire una durissima repressione, che culminò con la messa a ferro e fuoco delle città, l'abolizione delle leggi e delle istituzioni territoriali, la carcerazione e l'uccisione di molti cittadini e l'imposizione delle leggi della Corona di Castiglia. Nel 1716, con i Decreti di Nueva Planta, si creò lo Stato spagnolo con capitale Madrid.